# اوژنی لو برون
اوژنی لو برون که به نام مادام رشدی نیز شناخته می‌شود (درگذشته ۱۶ اکتبر ۱۹۰۸)، یک روشنفکر فمینیست پیشگام فرانسوی‌تبار در مصر، میزبان تأثیرگذار محافل ادبی و دوست نزدیک هدی شعراوی بود.

## اوایل زندگی و ازدواج
اوژنی لو برون در فرانسه متولد شد و در خانواده‌ای از طبقه متوسط رو به بالا رشد یافت. او تحصیلات عالی داشت و در زندگی روشنفکرانه نخبگان فرانسوی فعالانه شرکت می‌کرد. به‌عنوان دختری از یک خانواده طبقه متوسط با امنیت مالی نسبی اندک، جایگاه آینده او در جامعه به‌طور کامل توسط جایگاه همسر آینده‌اش تعیین می‌شد.
اوژنی در زمان حضور حسین رشدی پاشا، زمین‌دار برجسته مصری، در فرانسه با او آشنا شد. رشدی در خانواده‌ای ثروتمند با اصالت ترک در قاهره متولد شد و برای تحصیل به ژنو و سپس فرانسه اعزام شد. لو برون با رشدی ازدواج کرد، که در آینده به نخست‌وزیر مصر (۱۹۱۴–۱۹۱۷) تبدیل شد. پس از اتمام تحصیلات رشدی در فرانسه، لو برون در سال ۱۸۹۲ همراه با او به قاهره بازگشت تا رشدی در سلسله‌ای از مناصب برجسته در دولت استعماری مصر ایفای نقش کند.

## فمینیست
پس از انتقال به قاهره و انجام مطالعات دینی لازم، اوژنی لو برون به اسلام گروید. او استدلال کرد که با بررسی دقیق قرآن و برخلاف باور عمومی غربی، اسلام می‌تواند نیرویی برای آزادی‌بخشی باشد و حقوق مهم بسیاری را برای زنان فراهم آورد.
او به عدالت اسلامی برای زنان علاقه‌مند شد و اغلب در جلسات دادگاه‌های اسلامی حضور می‌یافت. سوءاستفاده‌های ادعاشده از حقوق زناشویی زنان که لو برون در تصمیمات قضات مشاهده می‌کرد، بعدها موضوع اصلی کتابش حرم و زنان مسلمان شد.
او سعی داشت تفاوت میان اسلام به‌عنوان یک دین و تحریفاتی که نهادهای دینی فاسد و شخصیت‌های قدرتمند در آن ایجاد کرده بودند را برجسته کند.
لو برون همچنین استدلال کرد که بسیاری از رسوم مصری که به‌طور معمول به اسلام نسبت داده می‌شوند، در واقع تنها سنت‌های اجتماعی هستند. به‌ویژه، او بر این باور بود که حجاب (پوشاندن صورت) و انزوای زنان، الزامات اسلامی نیستند.
با تجربه سبک زندگی حرم‌سرا پس از نقل‌مکان به قاهره، لو برون معتقد بود که تمرکز مقامات غربی بر پایان دادن به این سنت نادرست است و در عوض نشان‌دهنده سیستم اجتماعی بزرگ‌تری است که زنان طبقه بالا را از فضای عمومی حذف می‌کند.
در کتاب حرم و زنان مسلمان، لو برون استدلال کرد که سیاست غربی پدیده‌ای را رمزآلود جلوه می‌دهد که صرفاً بخشی از خانه بوده که زنان و کودکان در آن زندگی روزمره خود را سپری می‌کنند… [زنان] جایگاه‌هایی را برای خود در میان انتخاب‌های در دسترس‌شان مذاکره می‌کردند، به شکلی که با میزان دسترسی‌شان به منابع و امتیازات تعدیل می‌شد.
لو برون باور داشت بهترین راه برای مذاکره در مورد جداسازی بین عرصه‌های عمومی و خصوصی، فعالیت‌های روشنفکری است. از همین رو، او از اواسط دهه ۱۸۹۰ میزبان یکی از برجسته‌ترین محافل هفتگی زنان در خانه خود در مصر بود.
اگرچه تمرکز اصلی این محافل بر بحث‌های ادبی بود، اما موضوعات سیاسی مهم نیز به‌طور گسترده مورد بحث قرار می‌گرفتند. در یکی از مناسبت‌ها، لو برون اظهار داشت که موضوعات شامل فمینیسم، سینماگراف، ساده‌لوحی آمریکایی‌ها، شورش مشت‌زن‌ها، تفسیر رؤیاها، و کارل مارکس بودند.
نام اثرو تو متن ترجمه کن
علاوه بر گردهمایی‌های هفتگی در محفل ادبی‌اش، اوژنی لو برون مدافع آموزش زنان نیز بود. او استدلال می‌کرد که اگرچه اولین وظیفه یک زن نسبت به خانواده‌اش است، او می‌تواند این وظیفه را بهتر انجام دهد اگر تحصیلات خوبی داشته باشد.
در کتاب طردشدگان، لو برون از ضرورت آموزش زنان فقیر و همچنین نخبگان حمایت کرد. به‌ویژه، او زندگی زنانی را مطالعه کرد که به دلیل غیبت همسر به‌عنوان سرپرست خودکفای خانواده فعالیت می‌کردند. لو برون دریافت که پس از بیوه شدن یا رها شدن توسط همسران، اکثر زنان فقیر به شبکه اجتماعی قابل اتکا دسترسی ندارند و ناچار به کار می‌شوند.
او استدلال کرد که وظیفه اخلاقی جامعه، فراهم کردن امکان آموزش برای تمامی زنان است.